# West Logan (Dakota del Norte)
West Logan es un territorio no organizado ubicado en el condado de Logan en el estado estadounidense de Dakota del Norte. En el Censo de 2010 tenía una población de 346 habitantes y una densidad poblacional de 0,3 personas por km².

## Geografía
West Logan se encuentra ubicado en las coordenadas 46°27′45″N 99°40′5″O / 46.46250, -99.66806. Según la Oficina del Censo de los Estados Unidos, West Logan tiene una superficie total de 1146.66 km², de la cual 1132.92 km² corresponden a tierra firme y (1.2%) 13.73 km² es agua.

## Demografía
Según el censo de 2010, había 346 personas residiendo en West Logan. La densidad de población era de 0,3 hab./km². De los 346 habitantes, West Logan estaba compuesto por el 99.42% blancos, el 0% eran afroamericanos, el 0% eran amerindios, el 0.58% eran asiáticos, el 0% eran isleños del Pacífico, el 0% eran de otras razas y el 0% pertenecían a dos o más razas. Del total de la población el 0% eran hispanos o latinos de cualquier raza.